# Aulostomus chinensis
Aulostomus chinensis, conhecido como peixe-trombeta-chinês, é um peixe do gênero Aulostomus. Este peixe habita recifes protegidos da costa oriental da África, através do Oceano Índico, Austrália, e do Oceano Pacífico do Japão e da China até a costa das Américas. Este carnívoro caça pequenos peixes e camarões, contando com camuflagem e furtividade para obter as presas.